# Josep Masllovet i Sanmiquel
Josep Masllovet i Sanmiquel (Sabadell, 15 d'agost de 1879 - 21 de març de 1946) fou un músic i compositor català.
Va estudiar a l'Escola Municipal de Música de Sabadell, amb Miquel Ferrer i el 1896 va anar entrar a l'Escola Municipal de Música de Barcelona, amb Antoni Nicolau i Carles Gumersind Vidiella, entre d'altres, amb qui estudià harmonia, composició, orgue, contrapunt, fuga i piano. El 1901 va cercar fortuna a Madrid i el 1903 a les Filipines, on va exercir de professor de piano i composició i de director d'orquestra, i hi va fundar l'Orfeó Català de Manila.

## Obres[3]
El fons documental de Josep Masllovet, amb prop d'un centenar de composicions originals, es custodia a l'Arxiu Històric de Sabadell.
- Gavota, per a piano
- Quejas de un árabe, per a piano
- Crepuscle, veu i piano
- Oració, veu i piano
- Dolça Catalunya sardana
- El pla de l'amor, sardana
- L'aparegut, per a orquestra
- Ave verum, música relatada
- Himno a San Francisco Javier, música relatada
- Diverses misses
- Marcela (1900), música lírica
- El chico de la portera (1900), música lírica
- La tuna de Alcalà (1903), música lírica
- Anís del Taup, pasdoble dedicat a Josep Germà